# Бирон, Луи Антуан де Гонто
Луи Антуан де Гонто де Бирон (фр. Louis Antoine de Gontaut de Biron; 2 февраля 1701 — 19 октября 1788, Париж), граф, затем герцог де Бирон — французский военачальник, маршал Франции.

## Биография
Третий сын маршала Франции герцога Шарля Армана де Гонто-Бирона и Мари-Антони де Ботрю де Ножан.
Первоначально носил титул графа де Бирона. В 1716 году поступил на службу гардемарином. 1 января 1719 получил патент на чин полковника в Шартрском полку, но тот вскоре был расформирован. 2 февраля 1727 сформировал роту кавалерии для полка Ноая.
Патентом от 22 июля 1729 получил чин подполковника в Королевском Руссильонском пехотном полку, вакантный после отставки маркиза де Хименеса.
С началом войны за Польское наследство в сентябре 1733 выступил в поход в Италию. Во главе полка с боем овладел путями сообщения при осаде Пиццигитоне, которая капитулировала 29 ноября. Участвовал в атаке Миланского замка, сдавшегося 29 декабря; в этом деле был ранен.
Был при осаде Тортоны, капитулировавшей 28 января 1734, и при взятии замка 4 февраля. 20-го был произведен в бригадиры. Сражался в двух атаках замка Колорно 4 и 5 июня и в битве при Парме 29-го. 31 июля был назначен генеральным инспектором пехоты. При внезапном нападении у Секкьи 15 сентября командовал арьергардом и всей артиллерией, выдержал несколько вражеских атак, после чего сумел соединиться с основными силами у Луццары, избежав значительных потерь. В битве при Гвасталле 19-го командовал Овернской бригадой. Высшие офицеры на его участке были убиты, и граф атаковал противника во главе Полка короля и двух драгунских полков, разбил неприятеля и взял орудие. 18 октября был произведен в лагерные маршалы.
Патентом от 15 января 1735 был назначен подполковником и инспектором своего пехотного полка, оставив должность генерального инспектора пехоты. Продолжал службу в Итальянской армии, принудившей противника к отступлению, вплавь форсировал Минчо с частью войск, которыми командовал, 15 июня прогнал австрийцев из Гоито, командовал на Адидже и в Веронской области.
29 января 1740 стал герцогом де Бироном, после того, как отец отказался от титула в его пользу. 6 августа был временно назначен губернатором Ландреси.
С началом войны за Австрийское наследство 20 июля 1741 был направлен в Богемскую армию. Выступил в поход в составе 1-й дивизии, участвовал штурме 26 ноября, в результате чего французы заняли Прагу, после этого остаток зимы воевал в Моравии.
Вернувшись из Моравии, в 1742 году приехал в Писек, сражался в битве при Захаи 25 мая, командовал арьергардом армии, которая при отступлении под Прагой постоянно подвергалась нападениям австрийцев. Содействовал в обороне крепости, отличившись 19 и 22 августа в двух вылазках, предпринятых французами. В первой добрался до королевской батареи, прикрытой несколькими батальонами, отбросил их, заклепал пушки и мортиры, разрушил осадные сооружения и взял в плен начальника инженеров. Во второй захватил все неприятельские орудия, убив при этом всех, кто не успел спастись бегством. В конце этого дела получил две ружейных пули: одна разбила челюсть, другая попала в голову, после чего пришлось делать трепанацию.
20 февраля 1743 был произведен в генерал-лейтенанты. Вернулся во Францию с армией, 27 июня сражался в битве при Деттингене под командованием маршала Ноая, во главе бригад Наварры, Оверни и Короля. Командовал арьергардом всей армии, когда она, потерпев поражение, проходила обратно Деттингенскую лощину. Согласно приказу от 1 августа продолжил службу под командованием маршала Ноая. Затем перешел на Верхний Рейн, где маршал Куаньи поручил ему командование в Новом Брайзахе, близ Страсбурга. Там он сводил на нет попытки принца Лотарингского добиться какого-либо успеха.
1 января 1744 был пожалован в рыцари орденов короля. 1 апреля был определен во Фландрскую армию, которой номинально командовал сам Людовик XV. Участвовал в осаде Менена, в ходе которой захватил пути сообщения. Город сдался 4 июня. При осаде Ипра, капитулироовавшего 27-го, он овладел нижним городом. При осаде Фюрна, сдавшегося 10 июля, он разрушил шлюзы под огнем крепостной артиллерии.
Затем герцог отправился в Эльзас, и 19 июля был назначен в Рейнскую армию. 23 августа сражался при Аугенуме и закончил кампанию осадой Фрайбурга, в ходе которой атаковал пути сообщения на левой стороне. Город капитулировал 6 ноября.
1 апреля 1745 снова определен во Фландрскую армию короля. Был при осаде Турне, где снова овладел путями сообщения. 11 мая в битве при Фонтенуа оборонял эту деревню, три раза отразив неприятеля, несколько пуль ударили в его кирасу, под ним были убиты три лошади, а сам он дважды ранен. 26-го король временно назначил Бирона полковником полка Французской гвардии, после смерти герцога де Грамона, отставив от командования Полком короля.
В кампанию 1746 года командовал резервом 11 октября в битве при Року. В следующем году в битве при Лауфельде командовал последней атакой,  и под ним снова была убита лошадь.
Зарегистрирован парламентом как пэр Франции 29 августа 1749.
24 февраля 1757 в Версале произведен в маршалы Франции. Принес присягу 13 марта. Умер, будучи дуайеном маршалов Франции. Оставил после себя рукопись Traité de la guerre.

## Семья
Жена (29.02.1740): Полин-Франсуаза де Ларошфуко де Руа (2.03.1723—27.06.1794), маркиза де Северак, дочь Франсуа де Ларошфуко де Руа, графа де Руси, и Маргерит-Элизабет Юге де Семонвиль. Гильотинирована в Париже. Брак был бездетным, и титул герцога де Бирона перешел к племяннику Арману-Луи де Гонто-Бирону